# Макиякинабэ
Макиякинабэ (яп. 巻き焼き鍋; まきやきなべ Кинки тихо:, «сковорода для жарки роллов») — сковорода для приготовления японских закрученных омлетов. Обычно квадратной либо прямоугольной формы. Её также называют тамагоякики (яп. 玉子焼き器; たまごやきき Кинки тихо:, «приспособление для жарки омлетов»).

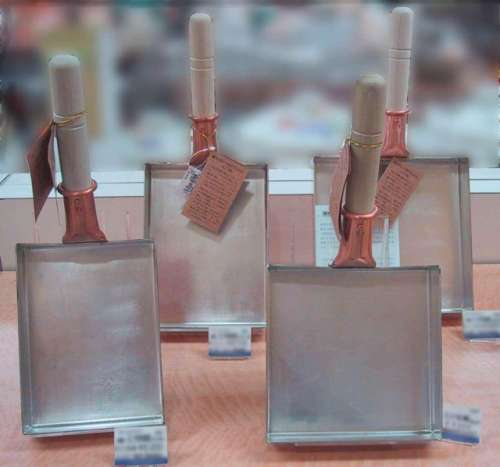
Виды макиякинабэ: слева тип Кансай, справа Канто

Закрученные омлеты делаются следующим образом: готовится тонкий омлет прямоугольной формы, который затем сворачивается палочками для еды в цилиндрическую форму либо в форму вытянутого куба. Чтобы ролл был одного диаметра по всей длине, исходный омлет должен иметь прямоугольную форму. Для получения такой формы и используется специальная сковорода — макиякинабэ.

## Этимология
У этого типа посуды имеется несколько названий, таких как makiyakinabe (яп. 巻き焼き鍋), tamagoyaki-ki (яп. 玉子焼き器), и tamagoyakinabe (яп. 玉子焼き鍋). Иногда её просто называют «японской сковородой для омлета». Название makiyakinabe происходит от японских слов maki (яп. 巻き), означающее «ролл», yaki (яп. 焼き), общий термин для «изготовления под жаром», и nabe (яп. 鍋), что означает «сковорода». Названия tamagoyaki-ki и tamagoyakinabe напрямую относятся к закрученным омлетам, которые обычно готовятся на сковороде.

## Размеры
Как правило, размер макиякинабэ находится в пределах от 10 до 35 см. Их чаще всего изготавливают из алюминия или чугуна. Лучшей считается тяжелая медная сковородка, покрытая оловом. Однако с такой сковородой необходимо обращаться аккуратно, так как олово может расплавиться даже при относительно невысокой температуре. В продаже также есть менее дорогие варианты с тефлоновым покрытием. Высота стенок обычно составляет 3-4 см, а общий вес сковороды — от 0,5 до 2,5 кг.
Существуют три типа макиякинабэ: тип Канто (квадратные), тип Кансай (узкие и длинные) и тип Нагоя (короткие и широкие).
- тип Канто
  - Ширина: 10-30 см, в основном 15-25 см.
- тип Кансай
  - Ширина: 10-30 см, в основном 15-25 см.
  - Длина: 15-35 см, не больше чем 1,5 ширины.
- тип Нагоя
  - Ширина: 15-35 см.
  - Длина: 10-30 см, в основном 15-25 см.

Также в продаже встречается разновидность кансайского типа с вогнутым волнистым дном для облегчения сворачивания рулета, однако такие сковороды могут использоваться только на газовых плитах и мало пригодны для приготовления других блюд.

## Использование
На сковороду должен быть нанесен очень тонкий слой масла. Чтобы достичь этого, поверхность сковороды протирается бумажным полотенцем или куском ткани, смазанным маслом. Иногда для этого употребляется хлопковый абсорбент (к примеру, ватный диск).
Некоторые рецепты не предусматривают поджаривания яйца, но это зависит от типа омлета: в других рецептах  яйцо можно доводить до золотисто-коричневого цвета.

## Крышка
Как правило, макиякинабэ используется с толстой деревянной крышкой, которая используется для переворачивания омлета. Для этих целей можно также использовать тарелку, однако управляться с крышкой намного проще.

## Применение
Тамагояки (японский омлет) часто добавляют в суши. Смесь яиц с креветками или ямсом жарят на макиякинабэ до упругого состояния.